# Brnišťský vrch
Brnišťský vrch (německy Laufberg, lidově též zvaný Brnišťák) je vysoký 491 m n. m., na jeho východní straně se rozprostírá obec Brniště, patří do Ralské pahorkatiny v okrese Česká Lípa. Je již zarostlý, bez staveb na vrcholu. Nahoru nevede žádná cesta.

## Popis kopce
Jedná se o kuželovitý kopec z čediče na západ od obce Brniště. Jeho nadmořská výška je 491 m n. m., vrchol je nad Brništěm o 200 metrů výš. Je řazen do geomorfologického okresku Cvikovská pahorkatina, která náleží pod celek Zákupská pahorkatina (a ta pod Ralskou pahorkatinu) spolu s nedalekými vrchy, zhruba stejně vysokým Kamenickým kopcem a Velenickým kopcem. Všechny tři si podobné kopce spojuje absence cesty na zarostlý vrchol, postrádající rozhlednu či jakoukoliv stavbu umožňující z vrcholu rozhled po krajině této části Českolipska. A také složení, jsou z čediče. Výhledy na východ a k severu jsou možné ze zvýšeného úpatí, kam polní cesty vedou. Lesy na kopci jsou smíšené, převážně listnaté.
Čedič odtud byl těžen z několika menších, dnes již zarostlých lomů.

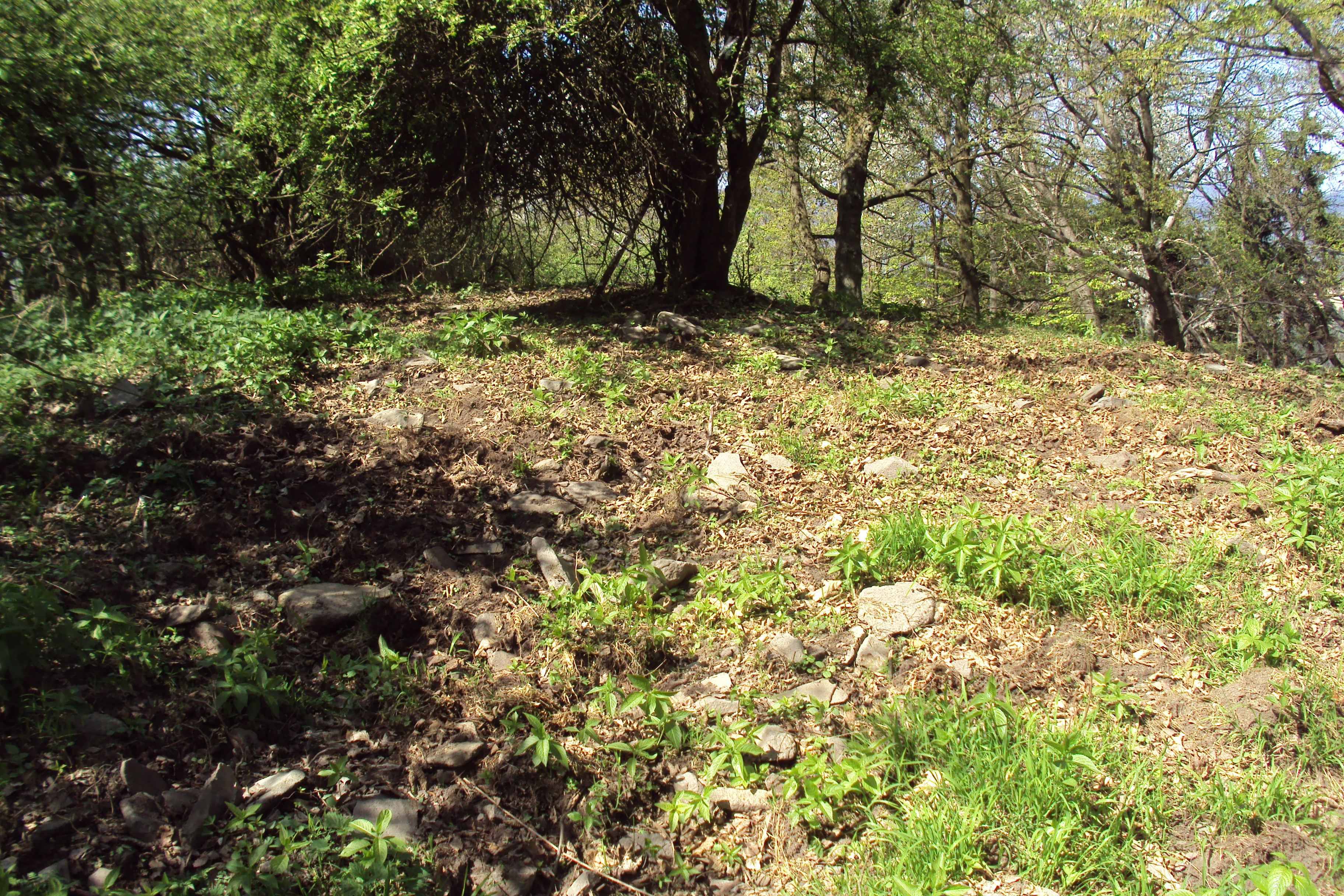
Vrcholová plošinka Brništského vrchu